# 지쿠젠쇼나이역
지쿠젠쇼나이역(일본어: 筑前庄内駅)은 일본 후쿠오카현 이즈카시에 위치한 규슈 여객철도 고토지 선의 철도역이다. 단선 승강장 1면 1선의 구조를 갖춘 지상역이다.

## 이용 현황
| 연도     | 승차 인원 |
| 2007년도 | 55        |
| 2008년도 | 52        |
| 2009년도 | 41        |
| 2010년도 | 35        |
| 2011년도 | 38        |
| -------- | --------- |

## 역 주변
- 가쓰시마 공민관

## 역사
- 1926년 7월 15일 : 규슈 산업 철도의 역으로서 개업.
- 1943년 7월 1일 : 산업 시멘트 철도가 전시 매수에 의해 국유화되어, 고토지 선의 역이 된다.
- 1987년 4월 1일 : 일본국유철도 분할 민영화에 의해, 규슈 여객철도가 승계.

## 인접 역
| 고토지 선              | 고토지 선   | 고토지 선                |
| ---------------------- | ----------- | ------------------------ |
| 시모카모 신이즈카 방면 | ■ 고토지 선 | 후나오 다가와고토지 방면 |